# Chtchoutchie (oblast de Toula)
Chtchoutchie est village russe, faisant partie de la colonie agricole centrale de la municipalité de Veniov dans l'oblast de Toula.

## Géographie
Le village est situé non loin de la ville de Venivv. À  proximité coule la rivière Ossiotr.

## Population
En 2010, la population du village était de 149 habitants.

## Histoire
L'origine du nom n'est pas connue. Le village est mentionné pour la première fois dans les registres de 1571-1572, sous le nom de «Chtchoutchi haut». Le cimetière, inutilisé depuis le milieu du XIXe siècle, contient beaucoup de tombeaux témoignant de l'ancienneté du peuplement.
L''église de village en bois construite en 1731 n'a pas été conservée. La paroisse du village a été rattachée en 1866 à l'église d'Isakovo, puis en 1895 à Proudichtchi.
Dans le village, une ancienne propriété est actuellement occupée par un internat pour personnes handicapés. Elle a appartenu auparavant à un avocat de Toula, N. P. Tchernosvitov. Il était également propriétaire d'une des plus grandes entreprises de Venez, une distillerie. Le frère ainé d'Anatoli Lounatcharski, Platon, y a vécu et y exercé comme médecin à la fin du XIXe siècle. Il était le premier époux de Sofia Smidovitch.
En aval de l'Ossiotr, sur la rive gauche se trouve un site archéologique et une réserve naturelle. Les vestiges d'une ville, située sur une falaise calcaire d'environ 20 m de haute, une grotte ainsi que les ruines de fortifications y sont visibles.